# Honda VT600C

La Honda Shadow VT600C, también conocida como Honda Shadow VLX, es una motocicleta tipo crucero hecha por Honda de 1988 a 2008.  Utilizaba un motor V2 de 583 cc, una transmisión de 5 velocidades, 35° de lanzamiento, transmisión final a cadena, y un shock en la cola escondida para la suspensión trasera. El motor de la VLX fue tomado de la popular Honda Transalp.
El nombre VLX se deriva de la V por V2, Lowered (achaparrada), y Xtended (extendido de lanzamiento extendido).
La VLX estaba disponible para el mercado americano solo en color negro. Una versión de lujo más costosa, venía con más partes cromadas y más opciones de colores.
1988 fue el primer año de la Honda VLX. Su historia se extendió a lo largo de 20 años hasta que la línea Honda VLX desapareció de entre las líneas de motocicletas de Honda en el año 2008.
La Honda Shadow VT600C también se produjo en Brasil de 1988 al 2005.